# Marko Oštarčević
Marko Oštarčević (Zara, 30 ottobre 1941) è un ex cestista e allenatore di pallacanestro jugoslavo.

## Palmarès
- YUBA liga: 1

Zadar: 1965